# Artemi
Artemi (in greco Αρτέμι?; in turco Arıdamı) è un villaggio abbandonato di Cipro. Esso è situato de iure nel distretto di Famagosta e de facto nel distretto di Gazimağusa. È de facto sotto il controllo di Cipro del Nord. Il villaggio era abitato da turco-ciprioti prima del 1974. Era un villaggio turco-cipriota, ma ora è abbandonato.

## Geografia fisica
Esso è situato a 9 km a nord di Lefkoniko, sul versante meridionale della catena montuosa di Kyrenia.

## Origini del nome
Il significato del nome è oscuro, ma probabilmente deriva da Agios Artemios, un antico arcivescovo di Salamina. Nel 1959 i turco-ciprioti cambiarono il nome in Arıdamı, che letteralmente significa "tetto di api". Il motivo della scelta di questo nome non è ancora stato determinato.

## Società

### Evoluzione demografica
Nel censimento ottomano del 1831 i musulmani (turco-ciprioti) costituivano gli unici abitanti del villaggio. Per tutto il periodo britannico il villaggio fu abitato esclusivamente da turco-ciprioti, a parte qualche occasionale greco-cipriota che compare nei registri del censimento. Durante gran parte di quest'ultimo periodo, la popolazione del villaggio ha spesso fluttuato. Ad esempio, la popolazione del villaggio passò da 98 abitanti nel 1891 a 133 nel 1911, per poi scendere a 122 nel 1921 e continuare a diminuire fino al 1931, quando furono registrati 109 abitanti. La popolazione del villaggio si è ripresa temporalmente nel 1946, quasi raddoppiando il numero del 1931, raggiungendo i 211 abitanti. Quasi quindici anni dopo, la popolazione del villaggio ha nuovamente registrato un calo significativo, scendendo a 168 abitanti.
Dal 1964 al 1974, Artemi/Arıdamı ha fatto amministrativamente parte dell'enclave turco-cipriota di Chatos o Kiados/Serdarlı. Il geografo politico Richard Patrick stimava la popolazione del villaggio a 143 abitanti nel 1971, in leggero calo rispetto ai 168 del 1960. Sebbene gli abitanti di questo villaggio non siano stati sfollati durante i disordini intercomunitari degli anni '60 o la guerra del 1974, dopo la divisione dell'isola hanno abbandonato in massa il villaggio e si sono trasferiti nella vicina cittadina di Lefkonoiko/Geçitkale. Nel 1978 rimanevano nel villaggio solo dieci persone. Attualmente il villaggio è abbandonato e in rovina. L'esodo dei turco-ciprioti da questo villaggio deve essere studiato più a fondo.